# You and I (chanson de One Direction)
Pour les articles homonymes, voir You and I.
Singles de One Direction
Midnight Memories
(2014) Steal My Girl
(2014)
Clip vidéo
[vidéo] « You and I », sur YouTube
You and I est une chanson du boys band britannique One Direction extraite de leur troisième album studio, sorti (au Royaume-Uni) le 25 novembre 2013 et intitulé Midnight Memories.
La chanson est sortie en single en avril–mai 2014. C'était le quatrième et dernier single tiré de cet album.
Publiée sur iTunes, la chanson a débuté à la 49e place du hit-parade britannique pour la semaine du 1 au 7 décembre 2013. Ensuite, le titre sort du classement et ne rentre que dans la semaine de 27 avril du 3 mai, mais cette fois atteint seulement la 22e place (dans la demaine du 1 au 7 juin).
Aux États-Unis, la chanson a atteint la 68e place du Hot 100 de Billboard (pour la semaine du 3 mai 2014).